# Bagariak
Bagariak (Багаряк) est un village de Russie situé dans le raïon de Kasli de l'oblast de Tcheliabinsk. C'est le centre administratif de la municipalité rurale du même nom.

## Géographie
Le village se trouve à 65 km au nord-est de Kasli, à 25 km au nord-ouest de la gare ferroviaire de Nijnaïa, au bord de la rivière Bagariak, affluent de la Sinara. Le village est entouré de tous côtés par des bois de pins.
Sur la rive gauche de la rivière, il y a le petit village de Tchouprovo et à un kilomètre en aval, le hameau de Tchertova.
À Bagariak, il existe une entreprise agricole intégrée, « Bagariak », et d'autres entreprises. Le village est un carrefour de routes locales.

## Histoire
Bagariak est l'un des premiers villages au peuplement russe dans l'actuel oblast de Tcheliabinsk, ayant été fondé en 1688 sous le nom de sloboda Bagariakskaïa (ou Bagariatskaïa). Sous l'Empire russe, il appartenait à l'ouïezd d'Ekaterinbourg du gouvernement de Perm.
Entre 1924 et 1959, le village est le centre administratif du raïon de Bagariak, supprimé ensuite. 
En 1962, le village de Tchertova entre sous l'administration de Bagariak et en 1968 les villages de Riabkovo et Tchouprova.

## Population
Le village comptait 1 370 habitants en 2024.
| Année     | 1869 | 1904  |
| --------- | ---- | ----- |
| Habitants | 876  | 3,517 |

Recensements (*) ou estimations de la population
| 2002* | 2010* | - | - | - |
| ----- | ----- | - | - | - |
| 1 827 | 1 423 | - | - | - |

## Éducation
Une bibliothèque de zemtsvo est ouverte en 1881 par décision de l'ouïezd d'Ekaterinbourg et qui porte aujourd'hui le nom de bibliothèque de Bagariak, filiale de la bibliothèque centrale de Kasli.
Le village dispose d'une école primaire et début du secondaire et d'un jardin d'enfants.

## Lieux à voir
Le cimetière abrite la sépulture du diplomate soviétique Johann Mahmastal (1891-1942) mort dans ce village et la sépulture commune des soldats morts pendant la Grande Guerre patriotique à l'hôpital du village.
Le manoir des Bourakov se trouve au milieu du village; c'est un édifice du patrimoine architectural. L'église de l'Ascension a été consacrée en 1818. Elle est à moitié en ruines aujourd'hui. Le pont sur la rivière à cinq piliers a été construit en 1897-1899 pour 11 000 roubles de l'époque.
En amont de la rivière, des vestiges archéologiques ont été découverts. Les alentours possèdent de nombreuses grottes et au nord-ouest du village la roche, surnommée la Tête de lion, est célèbre dans la région.